# Пеликанов голямоуст
Пеликановите голямоусти (Eurypharynx pelecanoides) са вид актиноптери, единствен представител на семейство Eurypharyngidae.Срещат се в Бразилия. 
Те са незастрашен вид.
Таксонът е описан за пръв път от Леон Ваян през 1882 година.